# Tryb sprzężenia zwrotnego szyfrogramu
Tryb sprzężenia zwrotnego szyfrogramu (z ang. Cipher Feedback – CFB) – jeden z trybów działania szyfrów blokowych, przeznaczony do szyfrowania strumieni danych. Szyfrowanie nie może być jednak rozpoczęte zanim nie zostanie odebrany pełny blok danych do zaszyfrowania.

## Zasada działania
Szyfr blokowy działający w trybie sprzężenia zwrotnego szyfrogramu działa na rejestrze, który jest w stanie pomieścić pełny blok danych przeznaczonych do szyfrowania. Przed rozpoczęciem procedury szyfrowania rejestr ten wypełniany jest losowymi danymi, które umownie nazwane są wektorem początkowym (ang. IV - initialization vector). Zawartość tego rejestru jest szyfrowana a następnie n-skrajnych, lewych bitów jest sumowana modulo dwa z n pierwszymi bitami tekstu jawnego – w ten sposób powstaje pierwsze n-bitów szyfrogramu. Zaszyfrowane w ten sposób bity zapisywane są na n-skrajnych, prawych bitach kolejki, jednocześnie pozostałe bity kolejki przesuwane są w lewo i procedura szyfrowania jest powtarzana.
Liczba n jest zależna od trybu CFB – możliwe jest szyfrowanie bit po bicie (1-bitowy CFB), bajt po bajcie (8-bitowy CFB) lub dowolne inne.